# Toomas Tohver
Toomas Tohver (Pärnu, 24 april 1973) is een profvoetballer uit Estland die speelt als doelman. Hij staat sinds 2009 onder contract bij Eesti Koondis na eerder onder meer voor FC Flora Tallinn en Hønefoss BK te hebben gespeeld.

## Interlandcarrière
Tohver kwam in totaal 24 keer (nul doelpunten) uit voor de nationale ploeg van Estland in de periode 1994-2004. Onder leiding van bondscoach Roman Ubakivi maakte hij zijn debuut op 29 juli 1994 in de wedstrijd in de strijd om de Baltische Cup tegen Litouwen (3-0 nederlaag). Hij werd in dat duel na 45 minuten vervangen door Mart Poom. Ook Marko Lelov, Tarmo Saks en Ivan O'Konnel-Bronin maakten in die wedstrijd hun debuut voor Estland.